# Iran i olympiska vinterspelen 1968
Iran deltog med fyra deltagare vid de olympiska vinterspelen 1968 i Grenoble. Ingen av landets deltagare erövrade någon medalj.